# Lee Seung-gi
Lee Seung-gi (kor. 이승기, ur. 13 stycznia 1987 w Seulu) – południowokoreański piosenkarz, aktor i prezenter telewizyjny. Lee znany jest jako „król ballad”, wykonał wiele hitów, w tym „Because You're My Woman”, „Will You Marry Me” i „Return”. Zyskał uznanie również jako aktor swoimi rolami w popularnych serialach takich jak Channanhan yusan (2009), Nae yeojachingu-neun gumiho (2010) i Księga rodziny Gu (2013). Był członkiem pierwszego sezonu weekendowego show 2 Days & 1 Night od listopada 2007 do lutego 2012 roku oraz prowadzącym talk show Strong Heart od października 2009 do kwietnia 2012 roku.
Sukces Lee jako piosenkarza, aktora i osobowości telewizyjnej przyniósł mu tytuł artysty „Triple Threat”. Po raz pierwszy znalazł się na liście gwiazd Korea Power Celebrity magazynu Forbes w 2010 roku, zajmując miejsce siódme. W 2011 roku znalazł się na miejscu czwartym, a w 2012 i 2015 roku na miejscu szóstym tego rankingu.

## Edukacja
Lee ukończył Dongguk University, uzyskując tytuł licencjata w zakresie handlu międzynarodowego w 2009 roku. Następnie kontynuował studia w Dongguk Graduate School, uzyskując dwa tytuły magistra z handlu międzynarodowego oraz treści kulturalnych.

## Kariera

### Od 2004: jako piosenkarz
Zwerbowany przez wokalistkę Lee Sun-hee, Lee trenował przez dwa lata przed debiutem 5 czerwca 2004 roku w wieku 17 lat. Jego piosenka „Because You're My Woman” (kor. 내 여자라니까) z debiutanckiego albumu The Dream of a Moth (kor. 나방의 꿈) stała się popularną balladą, która nagłośniła ideę „lubienia starszych kobiet” w Korei Południowej. Dzięki tej piosence zdobył nagrodę „najlepszy debiutant” na różnych ceremoniach rozdania nagród muzycznych w 2004 roku, takich jak M.net Music Festival i Seoul Music Awards. W 2007 roku zdobył także nagrodę „najlepszy artysta solowy” na festiwalu muzycznym M.net KM Music Festival ze swoim utworem „White Lie” (kor. 착한거짓말) z trzeciego albumu Story of Separation (kor. 이별 이야기).

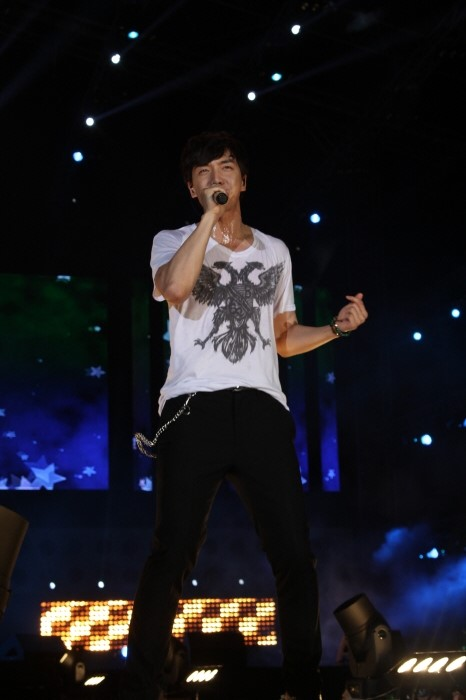
Podaczs Expo Pop Festival w 2012

18 czerwca 2009 roku Lee wydał cyfrowy singel „Will You Marry Me” (kor. 결혼해줄래), który stał się hitem w Korei Południowej. Piosenka przyniosła mu nagrodę „Digital Single Bonsang” podczas 24. Golden Disk Awards. W tym samym roku wydał swój czwarty album Shadow, który odniósł sukces i otrzymał 40 tys. preorderów jeszcze przed wydaniem.
W 2010 roku nagrał wersję swojego utworu z 2007 roku „Smile Boy” w duecie z południowokoreańską łyżwiarką figurową Kim Yun-ah; piosenka została oficjalną piosenką reklamową Mistrzostw Świata w Piłce Nożnej 2010 w Korei Południowej. Otrzymał również po raz drugi z rzędu nagrodę „Digital Single Bonsang” podczas 25. rozdania nagród Golden Disk Awards za piosenkę „Love Taught Me To Drink” (kor. 사랑이 술을 가르쳐). 27 października 2011 roku ukazał się piąty album studyjny artysty Tonight, w którym odszedł od swoich tradycyjnych ballad i zawarł więcej melodii w rockowym stylu. Tytułowa piosenka „Aren't We Friends” (kor. 친구잖아) natychmiast została odnotowana na szczytach internetowych list muzycznych. Inna piosenka z płyty, „Era of Love” (kor. 연애시대), również uplasowała się na pierwszym miejscu listy Billboard K-Pop Hot 100.
6 marca 2012 roku Lee zadebiutował w Japonii, wydając swój pierwszy japoński singel „Ren'ai jidai” (jap. 恋愛時代) i zajął 9. miejsce na liście Oricon Weekly Single Chart. Aby uczcić sukces piosenkarza zorganizowano spotkanie z fanami w Tokyo Dome City Hall. Jego japoński koncert odbył w Nippon Budōkan w Tokio 1 czerwca 2012 roku, trzy miesiące po japońskim debiucie. Po powrocie do Korei Południowej, w listopadzie 2012 roku ukazał się minialbum Forest (kor. 숲). Główny singel z płyty, „Return” (kor. 되돌리다), ustanowił rekord, utrzymując pierwszą pozycję na liście Billboard's Korea K-Pop Hot 100 przez sześć kolejnych tygodni.
10 czerwca 2015 roku Lee powrócił z szóstym albumem And... (kor. 그리고... ) po przerwie trwającej dwa lata i siedem miesięcy.
21 stycznia 2016 roku agencja Lee, Hook Entertainment, ogłosiła, że piosenkarz rozpocznie obowiązkową służbę wojskową 1 lutego. W prezencie dla fanów 21 stycznia Lee wydał nowy utwór zatytułowany „I Am Going to the Military” (kor. 나 군대 간다). Piosenkę wyprodukował Psy, a singel był ostatnim utworem, który Lee nagrał przed dołączeniem do armii.

### Od 2006: jako aktor
W 2005 roku Lee wystąpił gościnnie w sitcomie MBC Nonstop 5. W 2006 roku oficjalnie zadebiutował jako aktor w weekendowym serialu KBS Somunnan Chil-gongju (kor. 소문난 칠공주).
W 2009 roku został obsadzony w głównej męskiej roli w weekendowym serialu SBS Channanhan yusan, z udziałem Han Hyo-joo. Serial utrzymywał pierwsze miejsce pod względem oglądalności przez cały czas emisji, a jego ostatni odcinek osiągnął oglądalność 47,1%. Ogromny sukces zwiększył popularność Lee jako aktora i przyniósł mu wiele ofert reklamowych. Za rolę w tej produkcji otrzymał nagrody „Excellence in Acting”, „Top 10 Stars” i „Najlepsza Para” z Han Hyo-joo na rozdaniu nagród SBS Drama Awards w 2009 roku.
W 2010 roku zagrał w serialu Nae yeojachingu-neun gumiho, wcielając się w rolę kaskadera i studenta uniwersytetu. Jego występ przyniósł mu drugą nagrodę „Excellence in Acting” podczas SBS Drama Awards w 2010 roku.
Następnie zagrał w serialu akcji The King 2 Hearts (2012), fantastyczno-historycznym serialu Księga rodziny Gu (2013) i serialu policyjnym Wszyscy jesteście otoczeni (2014).
W 2015 roku Lee zadebiutował w komedii romantycznej Oneul-ui yeon-ae, występując u boku Moon Chae-won. W lipcu 2015 roku został obsadzony w komedii Gunghap z Shim Eun-kyung, wyreżyserowanej przez Han Jae-rim. Film miał premierę w 2018 roku.
W 2017 roku Lee został obsadzony w serialu fantasy A Korean Odyssey napisanym przez siostry Hong. Była to jego pierwsza rola aktorska po zakończeniu służby wojskowej.
W 2019 roku Lee zagrał w serialu szpiegowskim Vagabond.

### Od 2007: jako prowadzący i artysta estradowy

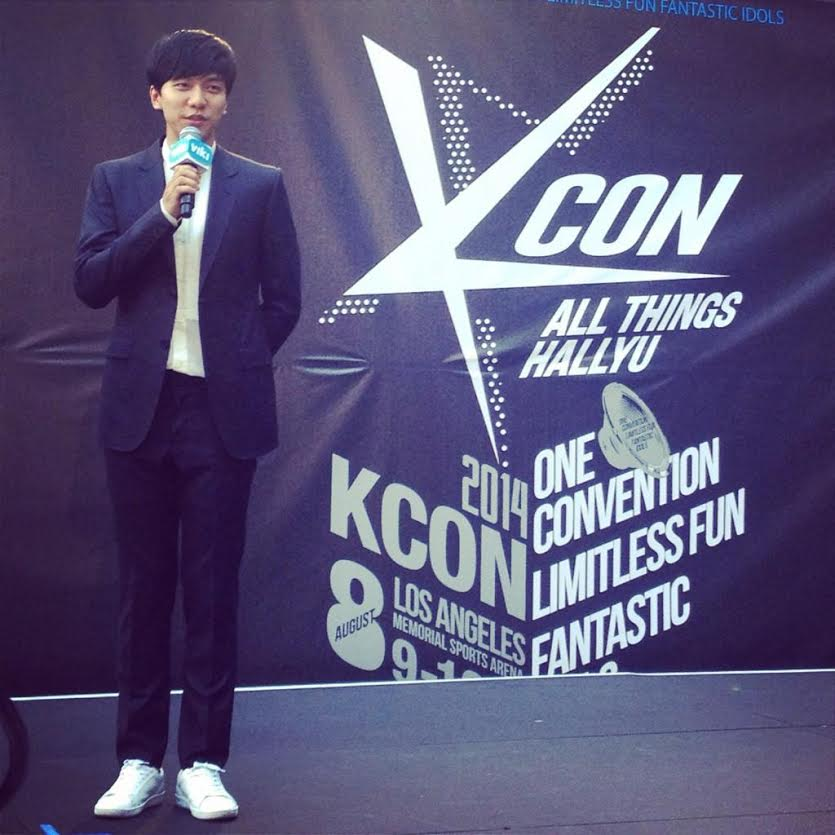
Lee Seung-gi podczas festiwalu KCON w 2014

Lee był stałym członkiem pierwszego sezonu 2 Days & 1 Night, segmentu weekendowego programu rozrywkowego stacji KBS – Happy Sunday, od listopada 2007 do lutego 2012 roku. Był znany pod pseudonimem „Heodang”, a jego występ w programie przyniósł mu sławę w Korei. W 2008 roku otrzymał nagrodę „Best Popularity” podczas rozdania KBS Entertainment Awards ze względu na jego popularność wśród widzów 2 Days & 1 Night. Zdobył także nagrodę „Top Excellence Host” podczas KBS Entertainment Awards w 2010 roku oraz nagrodę „Daesang” wraz z pozostałymi członkami obsady pierwszego sezonu podczas KBS Entertainment Awards w 2011 roku.
Lee przejął rolę prowadzącego w wieczornym talk show Strong Heart stacji SBS w październiku 2009 roku razem z Kang Ho-dongiem. Program został uznany za „najlepszy program” podczas rozdania nagród SBS Entertainment Awards w 2009 roku, a Lee otrzymał nagrodę „Netizens' Popularity”. Został ponownie wyróżniony za prowadzenie programu i otrzymał nagrodę „Top Excellence Host” podczas SBS Entertainment Awards w 2010 i 2011 roku. W marcu 2012 roku ogłosił odejście ze Strong Heart, aby skupić się na karierze muzycznej. Ostatni odcinek z jego udziałem, który nagrał 15 marca, wyemitowany został 3 kwietnia.
Lee ponownie spotkał się z członkami obsady 2 Days & 1 Night i producentem Na Young-seok w programie New Journey to the West w 2015 roku.
W 2017 roku ogłoszono, że Lee dołączy do obsady programu All The Butlers, a w 2018 roku został MC programu surwiwalowego Produce 48 Mnetu.
W 2018 roku został prowadzącym w programie Mnetu Produce 48. W tym samym roku ogłoszono, że Lee dołączy do obsady w drugim sezonie serialu Netflixa Busted!. Aktor został nominowany i wyróżniony nagrodą główną (Daesang) podczas SBS Entertainment Awards 2018 za program rozrywkowy Master in the House, zostając najmłodszym artystą, który zdobył tę nagrodę.
W 2019 roku Lee dołączył do obsady programu Little Forest. W tym samym roku wystąpił w programie podróżniczym Netflixa Twogether, wraz z tajwańskim aktorem Jasperem Liu.

## Dyskografia

### Albumy
- The Dream of a Moth (kor. 나방의 꿈) (25.06.2004)
- Crazy For You (24.01.2006)
- Story of Separation (kor. 이별 이야기) (17.08.2007)
- Unfinished Story (kor. 아직 못 다한 이야기) (14.11.2007)
- Shadow (17.09.2009)
- Shadow (Repackage) (19.01.2010)
- Tonight (27.10.2011)
- Forest (kor. 숲) (minialbum; 22.11.2012)
- And... (kor. 그리고…) (10.06.2015)
- The Project (10.12.2020)

### Cover album
- When A Man Loves A Woman (kor. 남자가 여자를 사랑할 때) (06.09.2006)
- When A Man Loves A Woman Vol.2 (kor. 남자가 여자를 사랑할 때 Vol.2) (24.03.2008)

## Filmografia

### Film
| Rok  | Tytuł            | Rola          |
| ---- | ---------------- | ------------- |
| 2015 | Oneul-ui yeon-ae | Kang Joon-soo |
| 2018 | Gunghap          | Seo Do-yoon   |

### Seriale
| Rok       | Tytuł                                     | Rola                   | Stacja telewizyjna |
| --------- | ----------------------------------------- | ---------------------- | ------------------ |
| 2004–2005 | Nonstop 5                                 | Lee Seung-gi           | MBC                |
| 2006      | Somunnan Chil-gongju (kor. 소문난 칠공주) | Hwang Tae-ja           | KBS2               |
| 2009      | Channanhan yusan                          | Sun Woo-hwan           | SBS                |
| 2010      | Nae yeojachingu-neun gumiho               | Cha Dae-woong          | SBS                |
| 2011      | Choego-ui sarang                          | on sam (cameo, odc. 9) | MBC                |
| 2012      | The King 2 Hearts                         | Lee Jae-ha             | MBC                |
| 2013      | Księga rodziny Gu                         | Choi Kang-chi          | MBC                |
| 2014      | Wszyscy jesteście otoczeni.               | Eun Dae-gu/Kim Ji-yong | SBS                |
| 2015      | Producent                                 | on sam (cameo, odc. 6) | KBS2               |
| 2017–2018 | A Korean Odyssey                          | Son Oh-gong            | tvN                |
| 2019      | Vagabond                                  | Cha Dal-gun            | SBS                |
| 2021      | Mouse                                     | Jeong Ba-reum          | tvN                |
| 2021      | The Law Cafe                              | Kim Jung-ho            | KBS2               |